# Lee Smolin
Lee Smolin (* 6. června 1955 New York) je americký teoretický fyzik pracující na Perimeter Institute for Theoretical Physics v Ontariu a mimořádný profesor na univerzitách ve Waterloo a v Torontu.
Smolin je známý díky svým příspěvkům ke kvantové gravitaci, zejména smyčkové kvantové gravitaci. Prosazuje, aby smyčková kvantová gravitace a teorie strun byly porovnány jako dva aspekty stejné základní teorie. Dále významně přispěl ke kosmologii, částicové fyzice, kvantové mechanice a matematické biologii.

## Raný život a vzdělání
Lee Smolin se narodil v New Yorku. Má bratra Davida, který se stal profesorem v Alabamě. Střední vzdělání získal v Ohiu, následně přešel na vysokou školu do Hampshire College. Doktorát získal na Harvardově univerzitě v roce 1979 v oboru teoretické fyziky.

## Kariéra
Po zisku doktorátu zastával postdoktorandské pozice Ústavu pro pokročilá studia v Princetonu, Kavliho institutu pro teoretickou fyziku v Santa Barbaře a na Chicagské univerzitě. Následně se stal zaměstnancem Yaleovy univerzity, Syracuse University a státní univerzity v Pensylvánii. Hostoval na Ústavu pro pokročilá studia a na Imperial College London.

## Výzkum

### Smyčková kvantová gravitace
Smolin byl jedním ze zakladatelů smyčkové kvantové gravitace společně s Tedem Jacobsonem, Carlo Rovellim, Abhayem Ashtekarem a dalšími. Smyčková kvantová gravitace je teorie, která se snaží sjednotit obecnou teorii relativity a kvantovou mechaniku tím, že přeformulovává obecnou relativitu v jazyce kalibračních polních teorií. To umožňuje využití postupů z fyziky částic, zejména popsání polí z hlediska dynamiky smyček. Dále se Smolin zaměřil na zkoumání experimentálních vlastností časoprostorových symetrií ve smyčkové gravitaci a dále se zabývá výzkumem jak mohou elementární částice a jejich interakce vzejít z geometrie prostoročasu.

### Nezávislý přístup k teorii strun
V letech 1999 až 2002 učinil Smolin několik pokusů o formulaci teorie strun, která nezávisí na přibližných popisech zahrnujících klasické modely prostoročasového pozadí.

### Experimentální testy kvantové gravitace
Smolin navrhl, že by bylo možné experimentálně testovat účinky kvantové gravitace hledáním modifikací speciální teorie relativity zjištěných v pozorování vysokoenergetických astrofyzikálních jevů. Mezi ně patří zejména vysokoenergetické kosmické záření a gama záblesky.

### Základy kvantové mechaniky
Od roku 1980 pracoval Smolin na sérii teorií se skrytými proměnnými, které by byly nelokální deterministické teorie a dávaly by přesný popis kvantových jevů. Dále zkoumal nové přístupy k interpretaci kvantové mechaniky.

### Kosmologický přirozený výběr
Smolin navrh hypotézu kosmologického přirozeného výběru, někdy nazývanou též hypotézou plodných vesmírů, která naznačuje, že v rámci největších kosmologických měřítek probíhá proces analogický k přirozenému výběru v biologii. V roce 1992 tuto myšlenku publikoval v populární knize Život vesmíru.
Pro tuto hypotézu mají zásadní význam černé díry, jejichž kolaps v tomto vesmíru způsobuje vznik vesmíru jiného na "druhé straně". Základní fyzikální vlastnosti těchto vesmírů (rychlost světla, Planckova konstanta…) se mohou v novém vesmíru mírně lišit. Každý vesmír s černými dírami dává vzniknout mnoha novým vesmírům. Hypotéza operuje s pojmy jako rozmnožování a mutace vesmírů, je tedy analogická k populační biologii.
Leonard Susskind, který vymyslel podobnou teorii si myslí, že by měla tato Smolinova dostávat více prostoru, ale současně poukázal na jisté obtíže. Podle přesvědčení značné části fyziků se informace po pádu do černé díry neztrácejí a jejich přenos do nového vesmíru je proto nemožný.
Smolin dále zaznamenal, že jeho hypotéza není v obvyklém Popperovském smyslu falzifikovatelná, pokud nejsou nové vesmíry pozorovatelné. To bylo předmětem debaty mezi Susskindem a Smolinem. Další námitky vznesli John Polkinghorne a Joe Silk, Smolin reagoval v knize Život vesmíru.

### Filosofie fyziky
Smolin obhajuje relační a Leibnitzovský pohled na prostor a čas. Od roku 2006 pracoval s Robertem Mangabeirou Ungerem, brazilským filosofem na problematice reality času a evoluci přírodních zákonů.
V roce 2013 vydal knihu Znovuzrozený čas, v níž tvrdí, že čas je důležitější než prostor, jelikož prostor může být iluze, zatímco čas musí plynout.

## Publikace
- 1997 – The Life of Cosmos
- 2001 – Three Roads to Quantum Gravity
- 2006 – The Trouble with Physics: The Rise of String Theory, the Fall of a Science, and What Comes Next (česky Fyzika v potížích – nakladatelství Argo a Dokořán)
- 2013 – Time Reborn: From the Crisis in Physics to the Future of the Universe (česky Znovuzrozený čas – nakladatelství Argo a Dokořán)
- 2014 – The Singular Universe and the Reality of Time: A Proposal in Natural Philosophy

## Ocenění
Smolin získal v roce 2007 Majoranovu cenu za teoretickou fyziku, v roce 2009 cenu od americké asociace učitelů fyziky za mimořádné úspěchy v předávání vzrušení z fyziky široké veřejnosti. Roku 2014 získal Buchalterovu cenu za kosmologii.

## Osobní život
Smolinův otec Michael je environmentální a procesní inženýr, matka Pauline je dramatičkou. Tato oblast zajímá i Smolina, který je divadelním vědeckým poradcem. Jeho bratr David je profesor práva. Manželka Dina je úřednicí v Torontu.